# Ewripidis Dimostenus
Ewripidis Dimostenus, gr. Ευριπίδης Δημοσθένους, Evripídīs Dīmosthénous (ur. 14 października 1972) – cypryjski lekkoatleta, uczestnik Letnich Igrzysk Olimpijskich 1996 i 2000. Specjalizuje się w biegach na dystansie 400 m.

## Występ na Igrzyskach Olimpijskich
Ewripidis Dimostenus dwukrotnie startował w igrzyskach olimpijskich – w Atlancie w 1996 oraz w Sydney w 2000. W Stanach Zjednoczonych zajął 6. miejsce w kwalifikacjach na dystansie 400 m. W Sydney zaś na tym samym dystansie zanotował słabszy występ niż w Atlancie, ponieważ nawet nie ukończył biegu (w kwalifikacjach).

### Wyniki
| 1996 Atlanta | – | 6. miejsce (w kwal.) (400 m mężczyzn) |
| 2000 Sydney  | – | DNF (w kwal.) (400 m mężczyzn)        |

### Starty na igrzyskach olimpijskich – szczegółowo
| Miejsce      | Rok  | Miejscowość | Stadion                    | Rezultat | Tor | Bieg           | Faza           | Zwycięzca       |
| ------------ | ---- | ----------- | -------------------------- | -------- | --- | -------------- | -------------- | --------------- |
| 6. (w kwal.) | 1996 | Atlanta     | Centennial Olympic Stadium | 46.76    | 2   | 400 m mężczyzn | Runda pierwsza | Michael Johnson |
| DNF          | 2000 | Sydney      | Stadium Australia          | (-)      | 2   | 400 m mężczyzn | Runda pierwsza | Michael Johnson |